# Museo Ghibli
Il Museo Ghibli (三鷹の森ジブリ美術館?, Mitaka no mori Jiburi bijutsukan, lett. "Museo Ghibli, bosco di Mitaka"), conosciuto anche come Museo d'Arte Ghibli è un museo aperto al pubblico nel 2001 e voluto da Hayao Miyazaki, incentrato in particolare sulle opere dello Studio Ghibli e sull'immaginario ad esse collegato. Si trova a Mitaka, sobborgo a ovest di Tokyo.

## Storia

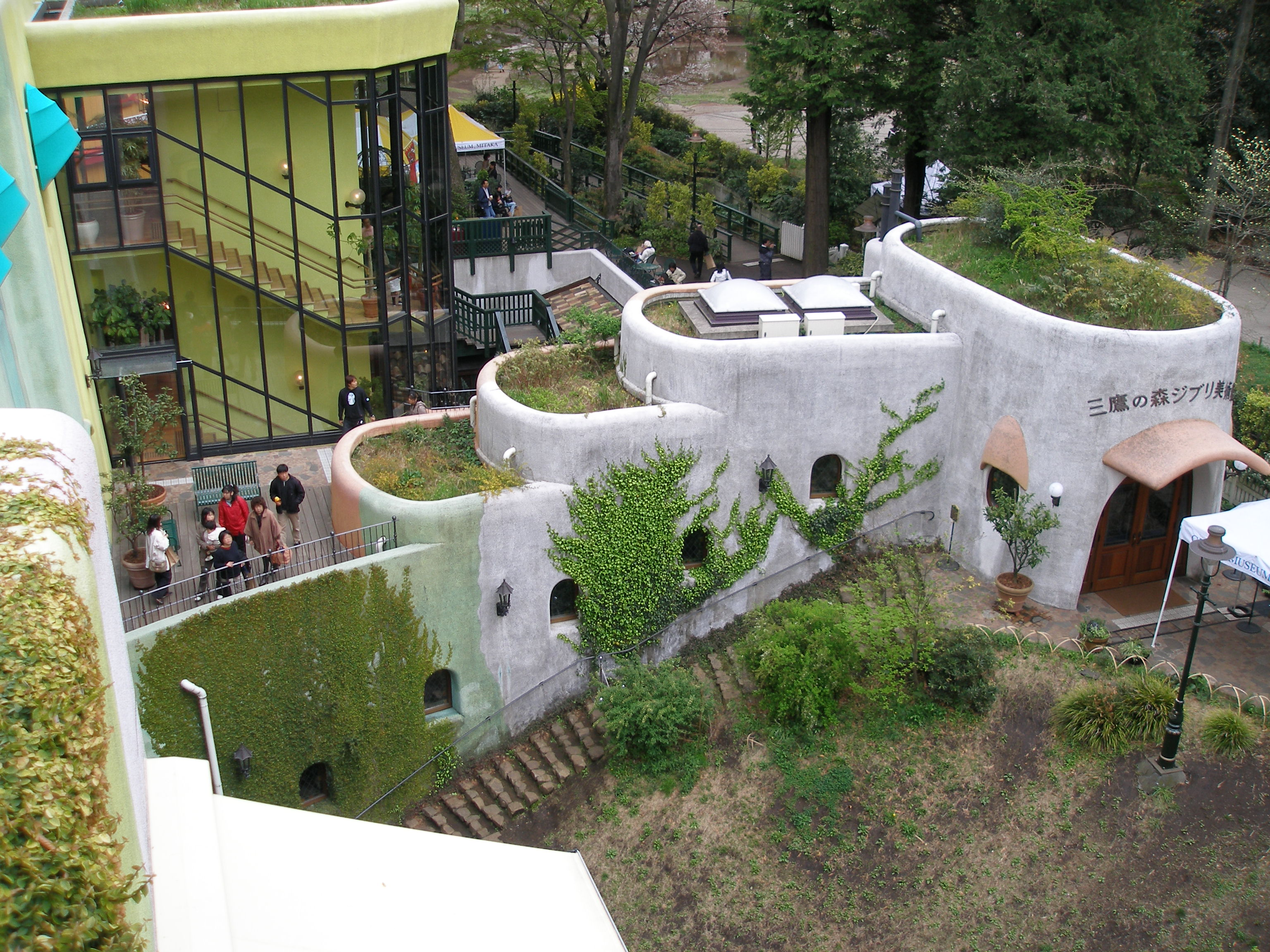
Vista dall'alto del museo.

La pianificazione per il museo cominciò nel 1998. La costruzione cominciò nel marzo 2000. Dopo essere completato, il museo aprì il 1º ottobre 2001.
Il direttore dello Studio Ghibli, Hayao Miyazaki, progettò egli stesso il museo, usando storyboard simili a quelli che ha creato per i suoi film. Il progetto fu influenzato dall'architettura europea come il villaggio sulla collina di Calcata, in Italia. Il museo presenta scalinate a chiocciola interne e esterne costruite in ferro, ponti interni e balconi che si allungano per tutta l'altezza dell'edificio. Queste scalinate portano a mostre, vicoli ciechi o a ponti. Queste caratteristiche hanno lo scopo di riflettere i design degli edifici che Miyazaki mostra nei suoi film. Lo scopo di Miyazaki era di rendere il museo stesso parte della mostra, e voleva che il museo desse un'esperienza piacevole e rilassante "che rende più ricco di quando si esce rispetto a quando si entra".
All'interno del museo è proibito fare fotografie e registrazioni, perché il museo viene descritto come un "portale a un mondo delle fiabe". L'obiettivo di Hayao Miyazaki era anche di far vivere agli spettatori il museo con i loro occhi e orecchie. "Let's get lost together" è lo slogan del museo, derivato dalla visione di Hayao Miyazaki, che appunto vuole che i visitatori si immergano nella sua immaginazione e nei suoi lavori.
A febbraio 2020, il museo chiuse per un periodo indefinito come conseguenza della pandemia di COVID-19. Il museo riaprì successivamente per i cittadini di Mitaka a luglio e poi aprì completamente a settembre.

## Contenuti
Al suo interno vi trovano posto, tra l'altro:
- una mostra permanente su come viene realizzato un film d'animazione dello studio;
- una mostra non permanente inerente alle opere dello studio o ad altre realtà del mondo dell'animazione;
- un cinema interno al museo, dove si proiettano corti d'animazione prodotti dallo Studio Ghibli che non possono essere visti altrimenti, non essendo proiettati in altri cinema né venduti su alcun supporto;
- una riproduzione di peluche di un gattobus (ネコバス?, nekobasu), personaggio del film Il mio vicino Totoro;
- una statua in bronzo scolpita da Kunio Shachimaru, sita sul tetto, che riproduce un robot soldato presente nel film Laputa - Castello nel cielo.

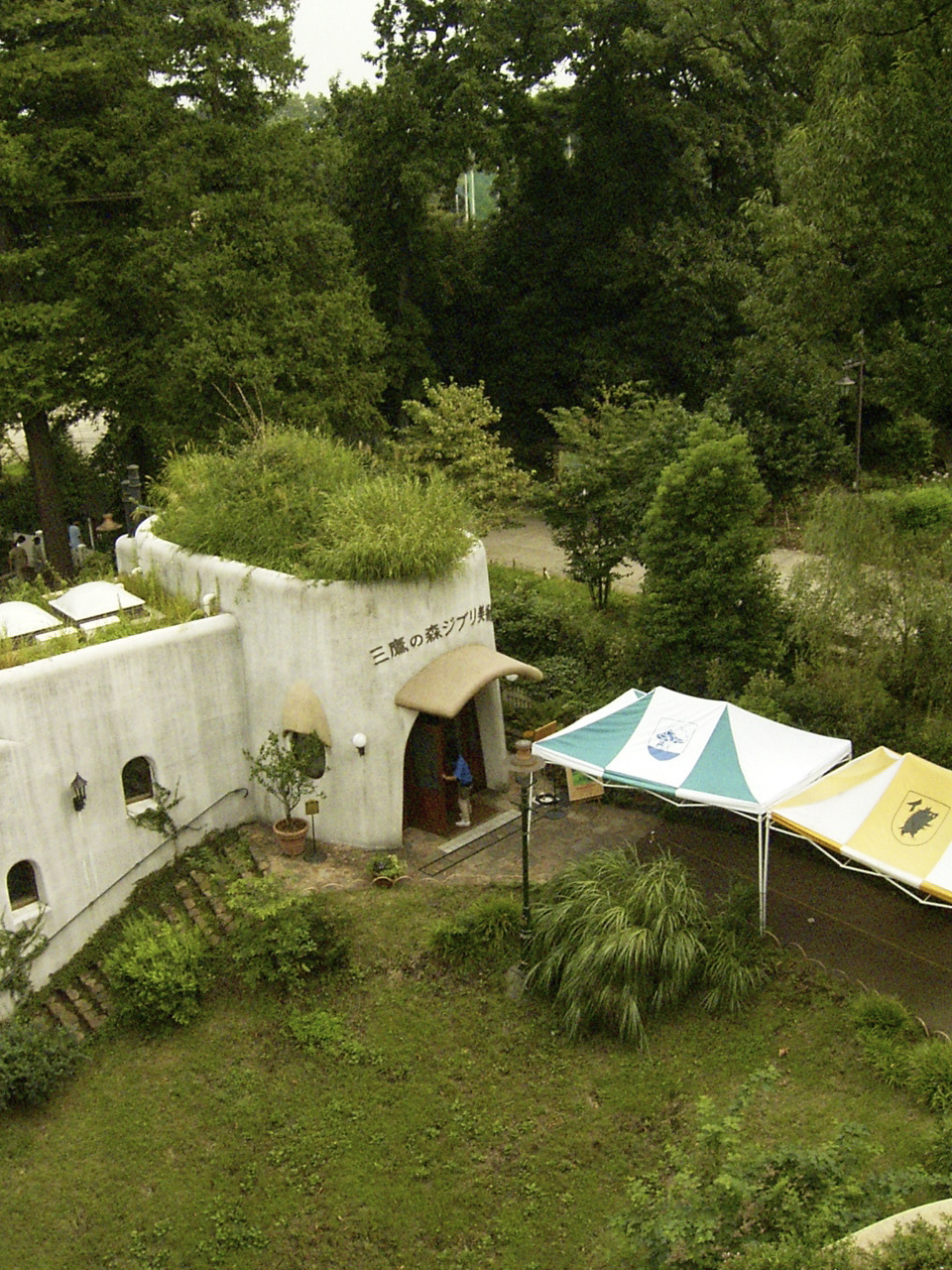
Il parco all'interno del museo.

## Mostre non permanenti
| Data      | Mostra |
| --------- | --- |
| 2011–2012 | The View from the Cat Bus |
| 2010–2011 | Ghibli Forest Movies — Welcome to Saturn Theater                                                                                                |
| 2009-2010 | Ponyo sulla scogliera |
| 2008-2009 | Petit Louvre |
| 2007-2008 | La storia dei tre orsi (3びきのくま?, Sanbiki no kuma), basato sul libro di Lev Tolstoj. Panda! Go, Panda!, di Miyazaki e Isao Takahata (1972). |
| 2006–2007 | Aardman Studios, dedicato in particolare a Wallace e Gromit.                                                                                    |
| 2005-2006 | Heidi (アルプスの少女ハイジ?, Arupusu no shōjo Haiji)                                                                                           |
| 2004-2005 | Mostra sull'animazione dei Pixar Animation Studios                                                                                              |
| 2003-2004 | Mostra dedicata ai lavori dell'animatore russo Yuri Norstein                                                                                    |
| 2002-2004 | Laputa - Castello nel cielo |
| 2001-2002 | La città incantata |

## Cortometraggi a rotazione
- Koro no dai-sanpo (コロの大さんぽ?)
- Mizugumo Monmon (水グモもんもん?)
- Mei to Konekobasu (めいとこねこバス?), seguito de Il mio vicino Totoro
- Hoshi o katta hi (星をかった日?)
- Kujiratori (くじらとり?)
- Yadosagashi (やどさがし?)
- Chū zumō (ちゅうずもう?)
- Pandane to tamago hime (パン種とタマゴ姫?)
- Takara sagashi (たからさがし?)

## Storia
L'idea del museo è del cofondatore dello Studio Ghibli, Hayao Miyazaki. Sulla base dei suoi disegni il museo venne costruito a partire dal marzo 1999 e aprì ufficialmente al pubblico il 1º ottobre 2001.
Primo direttore del museo è stato Gorō Miyazaki, figlio di Hayao Miyazaki, che ha mantenuto l'incarico fino a giugno 2005, quando lo ha abbandonato per dedicarsi al lungometraggio d'animazione I racconti di Terramare, prodotto dallo Studio Ghibli. Alla direzione del museo gli è succeduto Kiyofumi Nakajima.

## Accesso
Il museo è facilmente raggiungibile in treno. La stazione di Mitaka è situata sulla linea Chūō (sia principale che rapida) e sulla Linea Chūō-Sōbu. Davanti all'uscita sud è offerto un servizio di collegamento diretto con il parco tramite pullman.